# Ема Баварска
Ема Баварска или Хема (Hemma; * 808; † 31 януари 876) е от 827 г. съпруга на Лудвиг II Немски от династията на Каролингите и така кралица на източното франкско кралство.
Тя е дъщеря на граф Велф I и сестра на императорката Юдит Баварска († 9 април 843). Понеже сестра ѝ Юдит се омъжва за свекъра ѝ Лудвиг Благочестиви тя е и нейна снаха.
Тя и Лудвиг имат седем деца Карломан (829 – 880), Лудвиг III Младши (830 – 882) и Карл III Тлъсти (839 – 888) и четири дъщери с името Хилдегарда (828 – 856), Ирмгарда († 866), Берта († 877) и Гизела, за която нищо не е известно. Нейните синове стават крале, а дъщерите ѝ стават монахини.
Ема Баварска е погребана в манастира Св. Емерам в Регенсбург.